# Arosio
Arosio (Aroeus in dialetto brianzolo, localmente Roeus, AFI: /(a)ˈrøːs/) è un comune italiano di 5 192 abitanti  della provincia di Como in Lombardia. In passato faceva parte del comune di Carugo Arosio. 

## Geografia fisica
Arosio è collocato nelle colline brianzole, sulla riva destra del fiume Lambro. L'abitato si sviluppa con forma triangolare all'interno di tre grandi arterie stradali: la Nuova Valassina, la Novedratese e l'Arosio-Canzo. I paesi confinanti sono Inverigo, Giussano e Carugo. Il confine meridionale è anche limite della provincia di Como. Per motivi storici, i confini comunali non coincidono con quelli parrocchiali; alcune zone di Carugo, infatti, rientrano nel dominio parrocchiale arosiano.
Il centro storico del paese si trova su alcuni rialzi collinari, da cui si gode di un'ottima vista sulle montagne prealpine.
Il territorio si presenta fortemente urbanizzato. Escludendo il parco Aldo Moro, ubicato nella zona centrale del paese, le altre aree verdi sono poco estese e piuttosto periferiche. Fra le più importanti possiamo citare: la Brughiera, la zona umida in località Bittolo e i prati presso le località Galbese e cascina Guasto.
I corsi d'acqua originariamente presenti nel paese sono stati tutti pressoché interrati, a eccezione della roggia di Riale, ancora visibile in alcuni tratti in prossimità di cascina Guasto.
Il paese è prevalentemente costituito da abitazioni di costume moderno che, tuttavia, non alterano la sua caratteristica di paese tipico brianzolo.
Alcune aree periferiche sono state adibite a zona industriale; tuttavia, permangono ancora alcune attività produttive artigianali, proprio all'interno del centro abitato.
In alcuni casi gli scheletri dei vecchi capannoni industriali sono stati riqualificati e ospitano attività di altro tipo. In centro al paese, dove sorgeva un grosso mobilificio, sono in corso opere di riqualifica ambientale.

## Origini del nome
Arosio, indicato quale Aroso nelle mappe medievali, deve il suo nome a un Dio gallico delle acque, Arausio, al quale per l'appunto si doveva la denominazione della ben più nota Arausio di Francia, laddove i Cimbri e i Teutoni si scontrarono colle legioni di Roma nel 105 a.C., nonché delle svizzere Arosio, Arosa e Areuse, caratterizzate da ruscelli e corsi d'acqua. Di talché, essendo notorio come Arosio pullulasse di rogge e sorgive prima dell'intubazione delle medesime, appare razionale ascrivere l'origine toponomastica al Dio de quo, e non a roseti di sorta.

## Storia
Arosio è situato lungo la "Nuova Valassina" che congiunge Milano a Como e sorge in una zona considerata una delle porte della Brianza. I primi abitatori del luogo furono gli Insubri, di stirpe celtica, o celtoligure. Da Arosio, in epoca romana, passava la via Mediolanum-Bellasium, strada romana che metteva in comunicazione Mediolanum (Milano) con Bellasium (Bellagio).
Nel 1134 il territorio comunale, che faceva parte una volta del Contado della Martesana ed era compreso nella Pieve di Mariano, quando gran parte della Lombardia venne suddivisa e data in proprietà a chiese e monasteri, fu assegnato al Monastero Maggiore di Milano. Quest'ultimo era di origine antichissima, se si presta fede alla tradizione che vuole che in esso, nel 387, i pagani avessero imprigionato i santi Protasio e Gervaso, e di grande importanza per una serie di privilegi alcuni dei quali risalenti all'epoca della regina Teodolinda.
L'antico paese si sviluppò dunque come corte di questo monastero, la cui badessa, dopo la pace di Costanza del 1183 fra Lega Lombarda e Federico Barbarossa, si era vista riconoscere il diritto di emanare leggi, amministrare beni, ordinare punizioni per ladri e adulteri, dirimere liti, proibire o permettere la vendita degli alberi e dei frutti della terra al di fuori della giurisdizione, di imporre il pagamento delle tasse al Comune di Milano e di delegare il comando a messi e consoli. In questo contesto, nel 1215 la badessa promosse i primi statuti del comune di Arosio.
Fino all'età delle Signorie, Arosio seguì le sorti del contado della Martesana e della pieve di Mariano, che con i Visconti veniva data in feudo a Lucia Marliano (Marliani), amante del duca Galeazzo Maria e che sarebbe poi diventata la contessa di Melzo. Passato fra i beni della famiglia Marliani, da questi Arosio veniva ceduta nel 1683 alla potente famiglia milanese dei Crivelli, che già nel 1643 avevano cominciato ad acquistare terreni in Brianza e nella Valsassina.
All'epoca della dominazione austriaca, nel 1785, Arosio entrò a far parte dell'VIII distretto di Mariano con Galliano e poi, con i francesi e con la Repubblica Cisalpina, del Dipartimento del Lario, con capitale Como, una delle due parti in cui era stata suddivisa la Brianza (l'altra era compresa nel Dipartimento della Montagna, con capitale Lecco). In seguito alla definitiva conquista della Lombardia da parte del Regno del Piemonte (1859), Arosio passò a far parte del distretto di Cantù, nella Provincia di Como.

### Simboli
Lo stemma e il gonfalone sono stati concessi con decreto del presidente della Repubblica 26 settembre 1954.
Il gonfalone è un drappo di azzurro.

## Monumenti e luoghi d'interesse

### Architetture religiose
La chiesa parrocchiale, dedicata ai Santi Nazaro e Celso Martiri, è stata costruita nel 1124 ma rifatta nei primi del Settecento. Nel 2006 alcuni scavi effettuati nella chiesa hanno permesso di scoprire la sua cripta di origine medioevale.
All'interno, la chiesa conserva affreschi d'ispirazione procacciniana e un crocefisso ligneo che, a differenza dell'iconografia classica, non presenta le gambe accavallate.
Sull'elegante campanile troviamo 5 campane in Si2 fuse a Seregno nel 1948 dalla Fonderia Carlo Ottolina. Inoltre è presente una campanella attribuibile alla metà del 1700 usata come richiamo 5 minuti prima delle funzioni liturgiche di nota La4 non visibile poiché dentro al tetto.
Nel coro della chiesa parrocchiale inoltre è conservato e tuttora funzionante l'organo a 2 manuali della ditta Mascioni di Cuvio costruito nel 1940.
L'oratorio di San Luigi fu costruito a partire dal 1896 con il contributo della popolazione e aperto nel 1899.

### Architetture civili
- Villa Olgiati Borri (1723),[11] commissionata dal vescovo di Como Giuseppe Olgiati.[6][12] Edificio a pianta quadrata, la villa è dotata di un portico che si apre su un cortile, oltre che di una cappella.[6][12] Agli inizi del Novecento la villa fu comprata dalla famiglia Borletti e adibita a Istituto per i Grandi Invalidi nervosi di guerra. Successivamente divenne una casa di riposo.[6]

### Aree naturali
Nel comune è situato il parco comunale "Aldo Moro".
Di interesse naturalistico è la zona della Brughiera: una fascia boschiva posta su alcuni rialzi collinari. Questi boschi sono sede dello storico Roccolo di Arosio. Si tratta dell'osservatorio ornitologico "il Nibbio", che ospita un museo dell'avifauna lombarda.
Vi sono inoltre le zone verdi in località Galbese e cascina Guasto.

## Società

### Evoluzione demografica
- 462 nel 1771
- 553 nel 1799
- annessione a Carugo nel 1809
- 933 nel 1853
- 997 nel 1859
- 1 238 nel 1901
- annessione a Carugo nel 1929
- 2 195 nel 1951

Abitanti censiti

## Cultura
Musei
Osservatorio ornitologico FEIN-Fondazione europea Il Nibbio, che raccoglie circa 400 esemplari imbalsamati di uccelli.

## Infrastrutture e trasporti
La ferrovia Milano-Asso collega il comune a Milano e in direzione opposta ad Asso, ai piedi delle montagne del triangolo lariano. La linea di Autobus C45 collega Arosio con Como. La stessa linea, nella direzione opposta, arriva fino a Cantù.
Le strade principali sono la SS36, la Strada Provinciale 32 Novedratese, la Strada Provinciale 40 Arosio-Canzo.

## Sport
Arosio è sede della società calcistica "Stella Azzurra" che ha sviluppato anche una sezione di ginnastica artistica e pallavolo.
Nel 1976 Arosio è stata sede di arrivo di tappa del Giro d'Italia.
Tappe del Giro d'Italia con arrivo ad Arosio
| Anno | Tappa | Partenza      | km  | Vincitore di tappa | Maglia rosa    |
| ---- | ----- | ------------- | --- | ------------------ | -------------- |
| 1976 | 16ª   | Castellamonte | 258 | Roger De Vlaeminck | Felice Gimondi |

### Esplicative
1. ↑  "paese delle rose"
2. ↑  ortografia classica
3. ↑  Sul punto, cfr. Persigout, Dictionnaire de mythologie celtique, Parigi, 2008, il quale sostiene che Arausio fosse "Divinité locale des sources thermales"; cfr. anche http://www.arbre-celtique.com/encyclopedie/arausio-9973.htm

### Bibliografiche
1. 1 2   Bilancio demografico mensile anno 2024 (dati provvisori), su demo.istat.it, ISTAT.
2. ↑   Classificazione sismica (XLS), su rischi.protezionecivile.gov.it.
3. ↑   Tabella dei gradi/giorno dei Comuni italiani raggruppati per Regione e Provincia (PDF), in Legge 26 agosto 1993, n. 412, allegato A, Agenzia nazionale per le nuove tecnologie, l'energia e lo sviluppo economico sostenibile, 1º marzo 2011,  p. 151. URL consultato il 25 aprile 2012 (archiviato dall'url originale il 1º gennaio 2017).
4. ↑   Luciano Canepari, Arosio, in Il DiPI: dizionario di pronuncia italiana, Bologna, Zanichelli, 1999, ISBN 88-08-09344-1.
5. 1 2 3 4   Comune di Arosio, sec. XIII - 1757 – Istituzioni storiche – Lombardia Beni Culturali, su lombardiabeniculturali.it. URL consultato il 25 aprile 2020.
6. 1 2 3 4 5 6 7  Borghese, p. 81.
7. ↑   Comune di Arosio, 1859 - 1929 – Istituzioni storiche – Lombardia Beni Culturali, su lombardiabeniculturali.it. URL consultato il 25 aprile 2020.
8. ↑   Arosio, decreto 1954-09-26 DPR, concessione di stemma e gonfalone, su Archivio Centrale dello Stato. URL consultato il 22 ottobre 2022.
9. ↑   Chiesa dei SS. Nazaro e Celso - complesso, Piazza Chiesa - Arosio (CO) – Architetture – Lombardia Beni Culturali, su lombardiabeniculturali.it. URL consultato il 25 aprile 2020.
10. ↑   Oratorio della Chiesa dei SS. Nazaro e Celso, Piazza Chiesa - Arosio (CO) – Architetture – Lombardia Beni Culturali, su lombardiabeniculturali.it. URL consultato il 25 aprile 2020.
11. ↑   Villa Olgiati Borri - complesso, Via Piave, 9 (P) - Arosio (CO) – Architetture – Lombardia Beni Culturali, su lombardiabeniculturali.it. URL consultato il 25 aprile 2020.
12. 1 2  Belloni et al., p. 248.
13. 1 2   Osservatorio ornitologico di Arosio - complesso, Via Cascina Perego, 1 - Arosio (CO) – Architetture – Lombardia Beni Culturali, su lombardiabeniculturali.it. URL consultato il 25 aprile 2020.
14. ↑  Statistiche I.Stat ISTAT  URL consultato in data 28-12-2012.
Nota bene: il dato del 2021 si riferisce al dato del censimento permanente al 31 dicembre di quell'anno. Fonte:  Popolazione residente per territorio - serie storica, su esploradati.censimentopopolazione.istat.it.
15. ↑   Touring Club Italiano, Osservatorio ornitologico FEIN-Fondazione europea Il Nibbio, Arosio, località, Museo, su Touring Club Italiano. URL consultato il 25 aprile 2020.